# Леденёва, Алёна Валерьевна
Алёна Валерьевна Леденёва (англ. Alena V. Ledeneva; род. 12 мая 1964, Новосибирск) — британский социолог. Профессор Школы славянских и восточноевропейских исследований в Университетском Колледже Лондона.
Известна своими работами о блате, взяточничестве, телефонном праве и советской и постсоветской корпоративности.

## Биография
В 1986 году окончила Новосибирский государственный университет по специальности «экономическая кибернетика». Была сотрудником кафедры социологии экономического факультета Новосибирского государственного университета, преподавала там курс социальной теории и западной социологии.
В 1991—1996 годах училась на факультете социально-политической теории Кембриджского университета, окончила магистратуру и аспирантуру Кембриджского университета и получила степени магистра (1992) и доктора философии (1996).
С 1996 по 1999 год была научным сотрудником колледжа Нью-Холл (New Hall) Кембриджского университета. C 1999 года преподаёт в Университетском колледже Лондона. Была приглашённым профессором Центра российских и евразийских исследований имени Дэвиса в Гарвардском университете (2005), в Манчестерском университете (2006), в Институте политических исследований в Париже (2010). Член международного дискуссионного клуба Валдай в 2005—2007 годах.
В период с 2012 по 2017 год руководила одним из направлений в крупном проекте Европейской Комиссии по исследованию коррупции — Anticorruption Policies Revisited: Global Trends and European Responses to the Challenge of Corruption (ANTICORRP).

### Семья
Дочь окончила Оксфордский университет.

## Обзор научной деятельности
Работы Леденевой посвящены коррупции, экономическим преступлениям, неформальным связям и патрон-клиентским отношениям.
В своей первой книге «Russia’s Economy of Favours: Blat, Networking and Informal Exchange» она анализирует феномен блата — использования неформальных контактов и личных связей для получения товаров и услуг в условиях советской системы распределения. Она изучает исторические, социо-экономические и культурные аспекты этого явления и его влияние на постсоветскую Россию. Она утверждает, что несмотря на то, что политические и экономические реформы после распада СССР изменили российскую повседневность, практики блата всё равно оставались ключевыми для понимания социальных и экономических проблем постсоветской рыночной экономики.
В книге «How Russia Really Works» Леденева изучает функционирование политики, бизнеса, СМИ и правовой сферы в России 1990-х годов. Она освещает такие феномены, как наём специальных фирм для чёрного пиара конкурентов, вырабатывание схем ухода от налогов и особенности правоприменения. По её мнению, эти явления одновременно подпитывали и подтачивали функционирование формальных институтов.
В книге «Can Russia Modernise?» Леденева описывает неформальные сети, которые формируют российскую «систему», то есть схемы негласного управления. Она ставит под сомнение роль формальной властной вертикали и выдвигает альтернативную теорию принятия решений в современной России.

## Искусство
Первая персональная выставка состоялась в июне 2024 года в Париже.

## Основные работы
- Russia’s Economy of Favours (Cambridge University Press, 1998)
- How Russia Really Works: The Informal Practices That Shaped Post-Soviet Politics and Business (Cornell University Press, 2006)
- Can Russia Modernise? Sistema, Power Networks and Informal Governance (Cambridge University Press, 2013)
- The Global Encyclopaedia of Informality, Volume 1 (Open access) (UCL Press, 2018)
- The Global Encyclopaedia of Informality, Volume 2 (Open access) (UCL Press, 2018)
- The Global Encyclopaedia of Informality, Volume 3 (Open access) (UCL Press, 2024)

## Статьи на русском языке
- Леденева А. В. Личные связи и неформальные сообщества: трансформация блата в постсоветском обществе // Мир России. 1997. Т. 6. №. 4. С. 89-106.
- Леденева А. В. Неформальная сфера и блат: гражданское общество или (пост)советская корпоративность? // Pro et Contra. 1997. Т. 2. № 4. С. 113—124.
- Леденева А. В. Блат и рынок: трансформация блата в постсоветском обществе // Неформальная экономика. Россия и мир / Под ред. Т. Шанина. М.: Логос, 1999. С. 111—125.
- Леденева А. В. Теневой бартер: повседневность малого бизнеса// Неформальная экономика. Россия и мир / Под ред. Т. Шанина. М.: Логос, 1999. С. 292—310.
- Барсукова C., Леденева А. От глобальной коррупционной парадигмы к изучению неформальных практик: различие в подходах аутсайдеров и инсайдеров // Вопросы экономики, 2014, № 2. С. 118—132.